# Jan Peumans
Jan Peter Peumans (Maastricht, 6 gennaio 1951) è un politico belga fiammingo, membro della Nuova Alleanza Fiamminga.
Presidente del Parlamento fiammingo dal 13 luglio 2009, il 25 maggio 2014 è divenuto senatore.

## Biografia

### Gioventù e carriera professionale
È cresciuto in una famiglia nazionalista fiamminga nel Limburgo belga. Sua madre era olandese. Trascorse la sua infanzia ad Herderen, oggi parte di Riemst, dove vive ancora ed è politicamente attivo. Ha seguito i suoi studi secondari con i Crosiers a Maaseik, prima in un collegio, poi in una casa dello studente. Era impegnato nel movimento giovanile e anche membro del club di ballo del college. Poi si è iscritto alla Katholieke Universiteit Leuven, dove si è laureato nel 1974 in scienze politiche e sociali. Lì ha conseguito anche un diploma presso l'Istituto per i Paesi in via di sviluppo. Durante la sua gioventù è stato attivo in AMADA per un breve periodo.
Nel 1976 ha trovato lavoro come sociologo in un istituto regionale per la salute mentale ambulatoriale nel Limburgo olandese. Qui ha continuato a lavorare fino a diventare vice capo dello staff del Ministro fiammingo per i lavori pubblici Johan Sauwens nel 1988. Nel 1991 è diventato direttore del marketing e della strategia presso De Lijn, dove è stato in congedo politico dal 2004. Da quella esperienza è lo specialista della mobilità nel suo partito. È anche presidente della Flemish Traffic Science Foundation.

### Carriera politica
Divenne un membro dell'Unione Popolare in giovane età. Nel suo comune di Riemst tra il 1983 e il 1994 entra in carica come assessore, dal 1995 al 2006 sindaco e dal 2007 al 2012 ancora assessore. Si è anche seduto per l'Unione Popolare nel consiglio provinciale di Limburgo dal 1991 al 2004.
Alle terze elezioni dirette fiamminghe del 13 giugno 2004 è stato eletto nel collegio di Limburgo per la N-VA, il partito del quale ha scelto, dopo Unione Popolare che è crollata nel 2001. Dall'inizio del 2007 all'inizio di giugno 2009, ha presieduto il gruppo N-VA nel Parlamento fiammingo. Anche dopo le successive elezioni fiamminghe del 7 giugno 2009, è rimasto deputato fiammingo. Ha acquisito oltre 27.000 voti preferenziali nella circoscrizione di Limburgo. A metà luglio 2009, è succeduto a Marleen Vanderpoorten (Open Vld) come presidente del Parlamento fiammingo. Nel Parlamento fiammingo ha seguito, tra le altre cose, il dossier della connessione Oosterweel di Anversa. Peumans è stato eletto dal quotidiano De Standaard come il membro del parlamento più duro nella legislatura 2004-2009.
Nel 2009, ex membri della resistenza hanno reagito indignati dopo che aveva proclamato a Humo che "la resistenza era dalla strada". Un anno dopo usò parole come "assassini" e "vigliacchi" in Het Laatste Nieuws. Lo zio di Peumans, Juul Peumans, era un goowleider per il VNV. Nel 1943 fu assassinato nel campo giochi della scuola del villaggio di Herderen, dove lavorò come insegnante. Dopo la liberazione, anche sua moglie e i suoi figli furono trattati severamente. Nello stesso anno ha ripetuto qualcosa che Siegfried Bracke ha sottolineato in precedenza: "Gli ebrei non parlano di lingua, religione o storia, ma di discendenza". Devi andare in giro ad Anversa. "Vedrai presto che i cosiddetti ebrei dallo spirito libero sono altrettanto ebrei come l'hasidim." Alcuni politici hanno reagito con forza a ciò, anche se la stessa comunità ebraica avrebbe potuto pronunciarsi.
Il 27 gennaio 2010, Peumans era assente durante il ricevimento annuale per i "corpi designati" al Palazzo Reale. Come un repubblicano convinto ha rifiutato di incontrare lì re Alberto II. Il 12 luglio, è stato ricevuto da re Alberto in un'udienza dopo la festa fiamminga. Secondo Peumans, un pubblico non può essere paragonato ad un ricevimento. Secondo lui, l'incontro con il re era "abbastanza piacevole". Il 12 settembre 2010, il presidente del Parlamento e sua moglie nella vicina Visé sono stati attaccati da un uomo che riteneva che la N-VA non avesse nulla da fare in Vallonia. Jan Peumans ebbe un'emorragia interna, una mascella storta e mal di testa. Più tardi, il presunto perpetratore si è scusato e ha pagato un risarcimento tramite un deposito di 50 € al tempio buddhista Yeunten Ling a Huy.
Nel 2011, Peumans ha dichiarato che gli stipendi dei membri del parlamento dovrebbero essere collegati al lavoro che effettivamente fanno. Ha dichiarato che il salario ricevuto come presidente parlamentare (17000 €) era troppo alto (da allora ridotto di 4000 €) e quindi ha dato una parte di esso a buone cause.
Nel periodo precedente le elezioni del 2012, ha mostrato il suo disappunto per il trasferimento di Jurgen Ceder al suo partito. Inoltre, ha lasciato sfuggire che ha avuto brividi dal NSV. Questa organizzazione ha reagito furiosamente alle dichiarazioni.
Per questa elezione Peumans era il leader nel suo comune di Riemst. Il suo partito ha realizzato un profitto dell'8% e ha raggiunto 2.889 voti (28,1%). Ha ricevuto personalmente 1.848 voti preferenziali, diventando così il secondo politico più popolare nel comune dopo Mark Vos. Ciò non ha impedito alla CD&V di vincere le elezioni di Riemst a maggioranza assoluta (46,9%). Peumans e la N-VA sono passati all'opposizione.
Anche dopo le più recenti Elezioni fiamminghe del 25 maggio 2014 è diventato di nuovo rappresentante fiammingo. Alla fine di giugno 2014 è stato rieletto presidente del Parlamento fiammingo. Dall'inizio di luglio 2014 è anche membro del Senato come senatore della comunità nominato dal Parlamento fiammingo.